# NoName057(16)
 (janvier 2023).
 (janvier 2023).
 (janvier 2023).
NoName057(16) est un groupe de hackers pro-russe qui s'est déclaré en mars 2022 et a revendiqué la responsabilité de cyberattaques sur les sites web ukrainiens, américains et européens d'agences gouvernementales, de médias et d'entreprises privées. Il est considéré comme un groupe d'activistes pro-russes non organisé cherchant à attirer l'attention dans les pays occidentaux.

## Activités
Selon des médias ukrainiens, leurs employés ont reçu des lettres de menaces du groupe NoName057(16). C'est ce qu'a également déclaré l'ex-médiatrice ukrainienne Lyudmila Denisova.
Le chercheur OSINT Cyberknow20 a inclus NoName057(16) dans son tableau récapitulatif des groupes de hackers, qu'il met régulièrement à jour.

## Attaques connues

### Canada
Le 13 septembre 2023, le groupe NoName057 effectue des attaques par déni-de-service (DDoS) sur plusieurs sites gouvernementaux du Canada ainsi que du Québec.
Il ne s’agit pas de leur première attaque contre le Canada. En effet, ils ont déjà attaqués des sites de ports Canadiens (Québec, Halifax et Montréal) en avril 2023. L’attaque avait été revendiqué par le groupe sur leur chaine Telegram.
Le site du Sénat ainsi que celui du premier ministre Justin Trudeau ont également été la cible du groupe en mai 2023.

### Ukraine
À partir de mars 2022, le groupe NoName057(16) a mené un certain nombre de cyberattaques sur des sites web de médias ukrainiens et des portails de médias ukrainiens, par exemple le portail Detector Media, le site web Odessa Online, l'agence de presse Competitor.

### Pays baltes
En Lettonie, l'attaque DDoS, dont le groupe NoName057(16) a revendiqué la responsabilité, a désactivé le système de billetterie en ligne sur le site internet et l'application mobile de la société lettone Passenger Train (Pasažieru vilciens) et dans l'application mobile.
En Lituanie, le 21 juin 2022, des représentants du groupe de hackers NoName 057(16) ont annoncé sur leur chaîne Telegram qu'ils se joignaient aux attaques contre les sites Internet de la République de Lituanie. Dans leur appel, ils ont appelé d'autres communautés de hackers pro-russes, ainsi que des hacktivistes individuels, à faire de même. Le groupe a qualifié leurs actions de « vengeance de Kaliningrad ». Au cours du mois, selon ses propres déclarations, le groupe a mené plus de 200 attaques contre les ressources de l'infrastructure Internet lituanienne. Le ministère de la Défense nationale de Lituanie a déclaré que les participants aux attentats étaient des « militants volontaires » pro-russes. En particulier, le groupe a revendiqué l'attaque du site Internet de la société lituanienne Ingstad, des sites Internet des aéroports lituaniens et d'autres ressources Internet.

### Europe
En Norvège, le groupe NoName057(16) a revendiqué des attaques sur plusieurs sites en Norvège. Selon le groupe, comme une sorte de protestation contre la décision des autorités norvégiennes d'interdire la livraison de marchandises aux citoyens russes dans l'archipel du Svalbard.
En Pologne, le groupe a revendiqué la responsabilité d'attaques DDoS contre des sites web du gouvernement polonais et des ressources liées au secteur public polonais. Les services de renseignement polonais ont annoncé fin 2022 l'implication de l'équipe NoName057(16) dans l'attaque du site internet du Sejm polonais. À l'appui de ses propos, Stanislav Zharin a fait référence à la chaîne Telegram du groupe de hackers.
En Finlande, une cyberattaque sur le site web du Parlement finlandais a fait l'objet d'une attention médiatique importante, pour laquelle des pirates de l'équipe NoName057(16) ont revendiqué la responsabilité. Les journalistes finlandais ont classé le groupe comme pro-russe. À la suite de l'incident, la police criminelle finlandaise a ouvert une enquête préliminaire.
En décembre 2022 en Italie, après que le Premier ministre italien Giorgia Meloni a annoncé son intention de continuer à fournir des armes à l'Ukraine, l'équipe NoName057(16) a mené une série d'attaques par DDoS sur des sites web italiens. En conséquence, le travail d'un certain nombre de ressources italiennes a été perturbé.
Au Danemark, le 11 janvier 2023, des informations ont commencé à apparaître dans les médias selon lesquelles le groupe NoName057(16) avait mené une série d'attaques contre le secteur bancaire du Danemark, ainsi que contre le ministère des Finances de ce pays. À la suite de l'incident, les sites web de banques telles que Arbejdernes Landsban, Bankinvest, Sparekassen Sjælland, Sydban et d'autres institutions financières danoises, ainsi que leurs services, ont été totalement ou partiellement indisponibles pendant une longue période. Arbejdernes Landsbank, par exemple, a déclaré que son système bancaire en ligne avait été affecté par les attaques.
En France, en mars 2023, le groupe de hackers s'est attaqué au site internet public de l'Assemblée nationale par le biais d'une attaque par déni de service. Cette attaque est justifiée par le soutien de la France à l'Ukraine. Début mai 2023 c'est au tour du Sénat de voir son site bloqué par le groupe de hackers. En juin 2023 c'est au tour de divers sites liés à la RATP d'être attaqués par le groupe de hackers. L'activité du groupe de hackers représente lors de son démantèlement en juillet 2025, 2 200 cyberattaques depuis 2023.
Le 31 décembre 2024 le groupe de hackers a mené des attaques DDoS symboliques de villes françaises comme Nice, Marseille ou Pau.
En Belgique, en octobre 2023, le groupe de hackers a paralysé les institutions belges (Palais royal, Premier ministre, Sénat) avec des attaques DDoS. Ces attaques interviennent 24h après la visite du président ukrainien Volodymyr Zelensky. Le message de revendication, rappelle en outre que les autorités belges ont promis d'envoyer des chasseurs F16 ainsi qu'un soutien financier.

## DDosia Project
Le 15 août 2022, l'équipe NoName057(16) a lancé un projet d'organisation d'attaques DDos par des bénévoles. Déjà début septembre de la même année, les hacktivistes versaient les premières récompenses aux participants les plus actifs du projet de financement participatif. Selon des ressources Internet spécialisées, en octobre 2022, il y avait environ 400 participants au groupe de projet dans Telegram.

## Opération Eastwood
Il s'agit d'une opération conjointe menée par la France, l'Allemagne, les Pays-Bas, la Suisse, la Suède, l'Espagne, l'Italie, les États-Unis et le soutien d'Eurojust et d'Europol, les 14 et 15 juillet 2025. Cette opération a permis la mise hors ligne du serveur central du groupe et le démantèlement du botnet. Vingt-quatre perquisitions ont eu lieu dans différents pays, dont une en France. Au total sept mandats d'arrêts internationaux ont été émis, visant six personnes basées en Russie,,.